# 가이아 콰르텟
가이아 콰르텟(Gaia Quartet)은 서울시향 단원들이 모여 결성한 현악 사중주단이다. 현재 바이올리니스트 프레데릭 모로, 강드보라, 비올리스트 김성은, 첼리스트 박은주가 멤버로 활동 중이다.
미국, 스위스, 이탈리아, 프랑스 등에서 음악을 공부하고 연주하던 바이올리니스트 최해성, 정지혜, 비올리스트 김성은, 첼리스트 박은주가 2009년 창단하였다. 그 외 전 멤버로는 비올리스트 허상미가 있다. 매년 5월과 11월에 2회의 정기 연주회를 열고 있으며, 2012년 제 1회 아트실비아 실내악 오디션에서 특별상을 수상한 바 있다. 지난 2014년 첫 음반을 발매했다.

## 수상경력
- 제 1회 아트실비아 실내악 오디션(2012) - 특별상  보관됨 2016-08-25 - 웨이백 머신

## 언론출연
- KBS, <더 콘서트> 48회
- KBS, <명작 스캔들> 39회
- KBS, <파노라마 다큐콘서트>
- "자신감으로 푸가의 기법 켜요." 동아일보. 2011. 4. 28.
- "가이아 콰르텟 '인 시네마'" 연합뉴스. 2013. 11.5.